# 대학로 (울산)
대학로(Daehak-ro)는 울산광역시 남구 무거동 무거삼거리와 울산 나들목(신복로터리)을 잇는 울산광역시의 도로이다.

## 주요 경유지
울산광역시
- 남구 (무거동)

## 노선
| 이름                      | 접속 노선                                                                  | 소재지     | 소재지 | 비고 |
| ------------------------- | -------------------------------------------------------------------------- | ---------- | ------ | ---- |
| 무거삼거리                | 국도 제7호선 국도 제14호선 (웅촌로) 문수로                                 | 울산광역시 | 남구   |      |
| 우신고등학교앞 삼거리     | 대학로11번길                                                               | 울산광역시 | 남구   |      |
| 정골삼거리                | 대학로33번길 옥현로                                                        | 울산광역시 | 남구   |      |
| 울산과학대서부캠퍼스      | 대학로55번길                                                               | 울산광역시 | 남구   |      |
| 울산대학교                | 대학로94번길                                                               | 울산광역시 | 남구   |      |
| 울산대후문                | 대학로121번길                                                              | 울산광역시 | 남구   |      |
| 쇠정사거리                | 신복로                                                                     | 울산광역시 | 남구   |      |
| 울산 나들목 (신복 교차로) | 울산고속도로 국도 제7호선 국도 제14호선 (북부순환도로) 남부순환도로 삼호로 | 울산광역시 | 남구   |      |

## 주요 건물 및 시설
- 현대자동차 문수대리점 (울산광역시 남구 무거동 대학로 9)
- GS25 무거대학로점 (울산광역시 남구 무거동 대학로 21)
- 서울산 새마을금고 문수지점 (울산광역시 남구 무거동 대학로 31)
- SK텔레콤 애니대리점 본점 (울산광역시 남구 무거동 대학로 54)
- 농협 무거지점 (울산광역시 남구 무거동 대학로 58)
- 세븐일레븐 울산무거대학로점 (울산광역시 남구 무거동 대학로 76)
- 빽다방 울산대학교점 (울산광역시 남구 무거동 대학로 84)
- 파리바게트 울산대점 (울산광역시 남구 무거동 대학로 88)
- 울산대학교 (울산광역시 남구 무거동 대학로 93)
- KT 플라자 울산대학로점 (울산광역시 남구 무거동 대학로 96)
- 공차 울산대학로점 (울산광역시 남구 무거동 대학로 96)
- 농협 문수지점 (울산광역시 남구 무거동 대학로 130)
- 하나은행 무거동지점 (울산광역시 남구 무거동 대학로 146)
- 스타벅스 울산신복점 (울산광역시 남구 무거동 대학로 152)
- 롯데하이마트 울산대점 (울산광역시 남구 무거동 대학로 153)
- 버거킹 울산무거점 (울산광역시 남구 무거동 대학로 157)
- 파리바게트 울산무거점 (울산광역시 남구 무거동 대학로 159)
- KT 디에이치앤피 무거점 (울산광역시 남구 무거동 대학로 165)